# 심상만
심상만(沈相萬, 1846년 ~ 1916년)은 조선 말기의 문신이자 대한제국의 관료이다. 자는 영년(永年), 본관은 청송(靑松)이다.

## 가계
{친계}
- 14대조 : 심연원 - 영의정 · 청천부원군
- 13대조 : 심강 - 명종의 국구 영돈녕부사 · 청릉부원군 · 증 영의정
- 12대조 : 심의겸 - 서인의 초대 영수, 병조판서
- 11대조 : 심엄 - 옥과현감 · 증 영의정 · 청송부원군
- 10대조 : 심광세 - 홍문관 응교 · 증 이조참판
- 9대조 : 심총 - 경기도 광주부윤
- 8대조 : 심약하(돈녕부 판관) - 선조 왕자 경창군의 사위
- 7대조 : 심장
- 6대조 : 심우현
  - 5대조 : 심박
    - 고조부 : 심휘지
      - 증조부 : 심능호
        - 조부 : 심의동 - 돈녕부 도정
          - 아버지 : 심성택
            - 본인 : 심상만 - 심희순에게 양자로 감

{양계}
- 14대조 : 심달원 - 기묘명현 · 승문원 판교 · 증 이조판서
- 13대조 : 심자 - 선공감 첨정 · 증 좌찬성
- 12대조 : 심우정 - 여주목사 · 증 이조판서
- 11대조 : 심집 - 정사공신 좌의정 청원부원군(靑原府院君) 심기원의 당숙, 형조판서 · 예조판서
- 10대조 : 심동귀 - 홍문관 응교 · 증 대사헌
- 9대조 : 심유 - 홍문관 부제학 · 대사성
- 8대조 : 심한주 - 고양군수 · 증 이조참의
- 7대조 : 심봉휘 - 능주목사 · 증 이조참판
- 6대조 : 심성희 - 이조참판 · 증 이조판서
- 5대조 : 심공헌 - 증 좌찬성
- 고조부 : 심염조 - 규장각 직제학 · 황해도 관찰사 · 증 영의정
  - 증조부 : 심상규 - 초계문신 · 규장각 제학 · 육조판서 · 문형(홍문관·예문관 대제학) · 영의정 · 원상
    - 조부 : 심정우 - 증 비서승(비서원 승지)
      - 양부 : 심희순 - 양자, 심연원 - 심광세 - 심은 - 심약명 - 심속 - 심득현의 후손인 심의필(沈宜弼)의 아들, 이조참의 · 대사성 · 증 홍문관 제학
        - 본인 : 심상만 - 양자, 심연원 - 심광세 - 심총 - 심약하 - 심장 - 심우현의 후손인 심성택(沈星澤)의 아들, 이조참의 · 대사성 · 비서승 · 경효전 제조 · 영희전 제조 · 종묘서 제조 · 봉상사 제조 · 장례원 소경 · 홍릉 제조 · 기로소 비서장
        - 부인 : 전주 이씨 - 완림군 이재원(完林君 李載元)의 딸
          - 장남 : 심원섭(沈元燮, 1889~1951) - 참봉
          - 초취 : 한산 이씨(韓山 李氏, 1886~1909) - 도사 이승은(都事 李承殷)의 딸
          - 재취 : 경주 김씨(慶州 金氏, 1891~1951) - 참봉 김양제(參奉 金良濟)의 딸
          - 삼취 : 김해 김씨(金海 金氏, 1902~?) - 김종식(金鐘植)의 딸
            - 장손 : 심재양(沈載陽, 1928~?)
              - 증손자 : 심우보(沈友輔, 1957~?)

            - 차손 : 심재익(沈載翊, 1938~?)

      - 장인 : 완림군 이재원(完林君 李載元) - 내무독판 · 종정경 · 판돈녕부사 - 청송 심씨 심우영(沈愚永, 효종의 부마 청평도위 심익현의 고손, 영의정 심지원의 5대손)의 사위

## 생애

### 조선 고종
1872년(고종 9년) 정시 문과에 병과로 급제하여 1873년 한림(翰林)이 되었다.
1879년 특별히 동부승지에 제수되었다.
1884년 이조참의, 1890년 대사성을 지냈다.
1894년 관서지방(평안도) 성천부사로 나아갔을 때 동학농민운동이 일어나자 관부(官府, 관청)를 비운 죄로 잠시 파직되었다.
1897년 비서승 겸 장례에 제수되었다. 얼마 뒤, 시종원 시종(侍從院 侍從)을 거쳐, 궁내부 특진관에 제수되고 칙임관 4등에 올랐다.

### 대한제국 고종
1898년(고종 35년) 태복사장(太僕司長) · 경모궁 제조(景慕宮提調)에 제수되고 칙임관 4등에 올랐다.
1899년 경효전 제조(景孝殿提調) · 영희전 제조(永禧殿提調)에 제수되고 칙임관 4등에 올랐다.
1901년 종묘서 제조(宗廟署提調)에 제수되고 칙임관 4등에 올랐다.
1903년 경효전 제조(景孝殿提調) · 봉상사 제조(奉常司提調)에 제수되고 칙임관 4등에 올랐다.
1904년 장례원 소경(掌隷院少卿) · 홍릉 제조(洪陵提調)에 제수되고 칙임관 4등에 올랐다.
1907년 영희전 제조(永禧殿提調) · 기로소 비서장(耆老所祕書長) · 홍릉 제조(洪陵提調)에 제수되고 칙임관 3등에 올랐다.

### 일제강점기
1916년(순종 9년) 순종이 특별히 전 장례원 소경(掌禮院少卿) 심상만(沈相萬)의 상(喪)에 일금 100원을 하사하였다.

## 같이 보기
| - 완림군 이재원 - 경창군 - 심연원 - 심익현 - 심상규 - 심상학 | - 심택현 - 심풍지 - 심능악 - 심의면 - 심순택 - 심이택 | - 심건택 - 심선택 - 심흥택 - 심호택 - 심상훈 - 심상찬 | - 심상황 - 심상한 - 심상익 - 심종협 - 심형진 - 심환진 |

## 참조
- 《고종실록》
- 《순종실록》
- 《청송심씨대동보》

1. ↑  고종실록 16권, 고종 16년 8월 10일 신해 1번째기사
2. ↑  고종실록 35권, 고종 34년 3월 3일 양력 1번째기사
3. ↑  순종실록부록 7권, 순종 9년 10월 9일 양력 4번째기사